# Antinephele anomala
Antinephele anomala är en fjärilsart som beskrevs av Butler 1882. Antinephele anomala ingår i släktet Antinephele och familjen svärmare. Inga underarter finns listade i Catalogue of Life.